# Classe Audacious (portaerei)
La classe Audacious è stata una classe di portaerei della Royal Navy britannica.
Le navi di questa classe, originariamente 4 ma successivamente ridotte a soli 2 esemplari, vennero progettate durante la seconda guerra mondiale ma entrarono in servizio soltanto all'inizio degli anni cinquanta. Furono tra le più grandi portaerei britanniche mai costruite fino alle attuali Queen Elizabeth.

## Progetto
La classe Audacious venne inizialmente progettata come un'espansione della precedente classe Implacable con hangar disposti su due livelli. Viste le crescenti dimensioni dei nuovi aerei imbarcati, il progetto venne modificato e le dimensioni delle nuove unità considerevolmente aumentate.
Tra il 1942 e il 1943, in piena seconda guerra mondiale, venne iniziata la costruzione delle quattro unità della classe: Africa, Irresistible, Audacious e Eagle. Alla fine delle ostilità la Africa e la Eagle vennero cancellate, mentre i lavori sulle altre due navi vennero interrotti e ripresi solamente all'inizio degli anni 50, con progetti fortemente riveduti.
La Audacious (ribattezzata Eagle) e la Irresistible (rinominata Ark Royal), vennero modificate così radicalmente durante la costruzione e il servizio attivo da poter essere considerate classi a sé stanti.

## Navi della classe
- HMS Eagle (R05). Costruita nei cantieri Harland & Wolff di Belfast, venne impostata nel 1942 come HMS Audacious. Ribattezzata Eagle all'inizio del 1946 in sostituzione della precedente unità affondata nel 1942. Varata nel marzo 1946, prese parte agli eventi noti come crisi di Suez nel 1956, venne sottoposta ad importanti lavori di ammodernamento nel 1959 e nel 1966 e ritirata dal servizio attivo nel 1972. Utilizzata a lungo come fonte di pezzi di ricambio per la Ark Royal, è stata demolita nel 1980.
- HMS Ark Royal (R09). Costruita nei cantieri Cammell Laird di Birkenhead, venne impostata nel 1943 come HMS Irresistible ma rinominata Ark Royal dopo la perdita della omonima portaerei nel 1941. Venne varata nel 1950 e sottoposta a diversi cicli di ammodernamento nel 1954 e nel 1967. Ritirata dal servizio attivo nel 1979, è stata demolita a partire dal 1980.
- HMS Irresistible. Ordinata ai cantieri Swan Hunter di Wallsend nell agosto 1942. Trasferita alla Vickers-Armstrong nel dicembre seguente e cancellata alla fine della seconda guerra mondiale.
- HMS Africa. Ordinata ai cantieri Fairfield di Govan nel luglio 1943, riordinata come parte della classe Malta nel 1944 e cancellata nell'ottobre 1945.